# Хуан Гомес де Мора

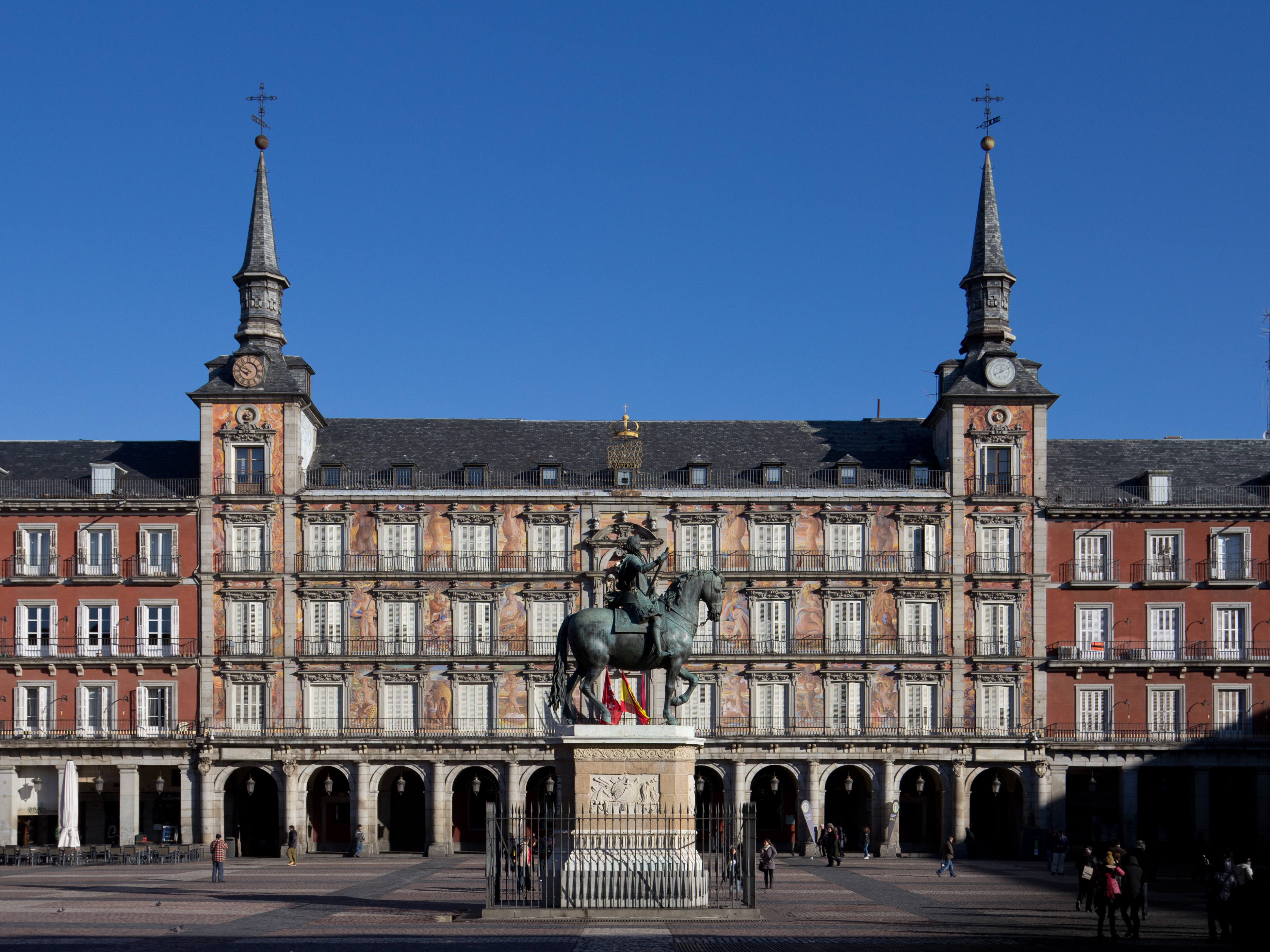
Мадридська Пласа-Майор. Вид на Каса-де-ла-Панадерія

Хуáн Гóмес де Мóра (ісп. Juan Gómez de Mora; 1586, Мадрид — 1648, Мадрид) — іспанський архітектор. Син придворного художника короля  Філіпа II Хуана Гомеса де Мори, племінник архітектора Франсиско де Мори.

## Життєпис
Навчався архітектурі у свого дядька. Після його смерті в 1610 у віці 24 років очолив будівництво  Мадридського Алькасара і отримав посаду архітектора при дворі короля Філіпа II. Серед його головних робіт — мадридська площа Пласа Майор, будівля в'язниці (нині палац Санта-Крус) недалеко від неї. Також брав участь у зведенні монастиря Енкарнасьйон.